# Seznam dílů norského seriálu Mamon
Toto je seznam dílů seriálu Mamon.

## Přehled řad
| Řada | Díly | Premiéra v Norsku | Premiéra v Norsku | Premiéra v ČR     | Premiéra v ČR     |
| Řada | Díly | První díl         | Poslední díl      | První díl         | Poslední díl      |
| ---- | ---- | ----------------- | ----------------- | ----------------- | ----------------- |
| 1    | 6    | 1. ledna 2014     | 3. února 2014     | 7. července 2017  | 21. července 2017 |
| 2    | 8    | 3. ledna 2016     | 14. února 2016    | 28. července 2017 | 18. srpna 2017    |

## Seznam dílů

### První řada (2014)
| Č. v seriálu | Č. v řadě | Původní název             | Český název | Režie         | Scénář           | Premiéra v Norsku | Premiéra v ČR     |
| ------------ | --------- | ------------------------- | ----------- | ------------- | ---------------- | ----------------- | ----------------- |
| 1            | 1         | Kapittel 1: Offeret       | Oběť        | Cecilie Mosli | Gjermund Eriksen | 1. ledna 2014     | 7. července 2017  |
| 2            | 2         | Kapittel 2: Oppvåkningen  | Probuzení   | Cecilie Mosli | Gjermund Eriksen | 6. ledna 2014     | 7. července 2017  |
| 3            | 3         | Kapittel 3: Nedstigningen | Sestup      | Cecilie Mosli | Gjermund Eriksen | 13. ledna 2014    | 14. července 2017 |
| 4            | 4         | Kapittel 4: Pakten        | Dohoda      | Cecilie Mosli | Gjermund Eriksen | 20. ledna 2014    | 14. července 2017 |
| 5            | 5         | Kapittel 5: Drapet        | Vražda      | Cecilie Mosli | Gjermund Eriksen | 27. ledna 2014    | 21. července 2017 |
| 6            | 6         | Kapittel 6: Dommedag      | Soudný den  | Cecilie Mosli | Gjermund Eriksen | 3. února 2014     | 21. července 2017 |

### Druhá řada (2016)
| Č. v seriálu | Č. v řadě | Původní název         | Český název | Režie                   | Scénář              | Premiéra v Norsku | Premiéra v ČR     |
| ------------ | --------- | --------------------- | ----------- | ----------------------- | ------------------- | ----------------- | ----------------- |
| 7            | 1         | Kapittel 1: Bløt      | Obětina     | Janic Heen              | Margrete Soug Kåset | 3. ledna 2016     | 28. července 2017 |
| 8            | 2         | Kapittel 2: Hedninger | Pohané      | Janic Heen              | Margrete Soug Kåset | 4. ledna 2016     | 28. července 2017 |
| 9            | 3         | Kapittel 3: Ragnarok  | Ragnarok    | Janic Heen              | Margrete Soug Kåset | 10. ledna 2016    | 4. srpna 2017     |
| 10           | 4         | Kapittel 4: Fimbul    | Fimbul      | Cecilie Mosli           | Margrete Soug Kåset | 17. ledna 2016    | 4. srpna 2017     |
| 11           | 5         | Kapittel 5: Fenris    | Fenris      | Vegard Stenberg Eriksen | Margrete Soug Kåset | 24. ledna 2016    | 11. srpna 2017    |
| 12           | 6         | Kapittel 6: Jotnir    | Jotnir      | Cecilie Mosli           | Margrete Soug Kåset | 31. ledna 2016    | 11. srpna 2017    |
| 13           | 7         | Kapittel 7: Miklagard | Miklagard   | Cecilie Mosli           | Margrete Soug Kåset | 7. února 2016     | 18. srpna 2017    |
| 14           | 8         | Kapittel 8: Yggdrasil | Ygdrasil    | Cecilie Mosli           | Margrete Soug Kåset | 14. února 2016    | 18. srpna 2017    |